# 국립경국대학교
국립경국대학교(國立慶國大學校, Gyeongguk National University)는 경상북도 안동시, 예천군에 위치한 대한민국의 국립 대학이다. 
1947년 7월 21일, 안동사범학교로 개교한 이래, 1991년 3월 1일에 종합대학인 안동대학교로 발전하였다. 국문 약칭은 경국대(慶國大) 등이, 영문 약칭으로 GKNU를 사용하고 있다. 원래 명륜동에 있었으나, 1983년 3월 3일에 송천동으로 옮긴 이래, 오늘에 이르러 2025년 기준, 학부 과정으로 5개 단과대학, 12개 학부, 15개 학과, 43개 전공이 있고 일반대학원과 전문대학원, 2개의 특수대학원을 설립하여 교육편제하고 있다.

## 역사
국립경국대학교의 최초 설치 목적은 경상북도 북부 지역의 초등교원 양성이었다. 1991년 초등교육과 신설이 논의되기도 하였으나 무산되었고, 안동초급대학으로 개편된 후 현재까지 초등교원 양성기관의 기능은 없다.

### 안동사범학교
광복 후 급격히 증가한 초등교원에 대한 수요에 대응하기 위해 미군정은 일제강점기에 설치된 사범학교를 개편하고 각종 단기양성기관, 과정을 운영하는 한편 1개도에 2개의 사범학교를 공립으로 설치하도록 했다. 이에 따라 1947년 7월 21일, 경상북도립으로 안동사범학교가 설치되었다. 1950년 4월 1일 공립에서 국립으로 이관되었다. 초등교원양성제도 개편에 따라 1962년 1개도에 1개의 교육대학이 설치었는데 경상북도에서는 대구사범학교가 대구교육대학으로 개편되었고 안동사범학교는 1962년 2월 28일 폐교되었다. 폐지된 안동사범학교에는 안동농업초급대학을 설치했다.

### 안동교육대학
1960년대는 학령인구가 급격히 증가하고 초등교원의 이직률이 높아 초등교원의 부족이 심각한 상황이었다. 이에 1962년 폐지했던 사범학교들 중 일부에 다시 교육대학을 설치하기도 하였다. 1962년 3월 9일, 도립 안동농업초급대학으로 개편했고, 1965년 3월 1일에 안동교육대학으로 개편했다. 안동교육대학은 안동사범학교 폐지로 안동농업초급대학으로 인계된 도서관 자료를 그대로 인수하여 개교와 함께 도서관을 개관했다. 경상북도 북부지역의 초등교원을 양성했으며, 부설 초등교육연수원에서는 현직 초등교원의 자격연수와 교사연수를 실시하였다. 1970년대 초등교원수급이 안정화되고 오히려 과잉양성이 문제가 되면서 1978년 2월 28일, 안동초급대학으로 개편되었다.

## 연혁
- 1947.07.21 안동사범학교 설립
- 1962.03.09 도립 안동농업초급대학으로 개편
- 1965.03.01 안동교육대학으로 개편
- 1978.02.28 국립 안동초급대학으로 개편
- 1979.01.18 국립 안동대학으로 개편(8개 학과)
  - 대학 학과 신설(8개) - 한문학과, 사학과, 민속학과, 경영학과, 무역학과, 음악과, 미술학과, 가정학과
- 1979.03.09 초대 학장 김학수 박사 취임
- 1979.03.12 국립 안동대학 개교
- 1980.03.01 대학 학과 신설(2개) - 영어교육과, 수학교육과
- 1981.03.01 대학 학과 신설(2개) - 국어국문학과, 행정학과
- 1981.04.15 학군사관후보생(R.O.T.C) 교육과정 설치
- 1982.03.01 대학 학과 신설(2개) - 국민윤리교육과, 회계학과
- 1983.02.26 제1회 학위수여식 (학사 241명)
- 1983.03.01 대학 학과 신설(2개) - 화학과, 체육학과
- 1983.03.03 명륜동 교사에서 송천동 교사로 이전
- 1983.03.12 제2대 학장 이기백 박사 취임
- 1984.02.20 제2회 학위수여식 (학사 251명)
- 1984.03.01 대학 학과 신설(1개) - 법학과
- 1984.03.07 한국방송통신대학교 협력대학으로 지정
- 1984.06.18 제3대 학장 김엽 박사 취임
- 1984.08.20 제2회 후기 학위수여식 (학사 5명)
- 1985.02.25 제3회 학위수여식 (학사 386명)
- 1985.03.01 대학 학과 신설(2개) - 동양철학과, 생물학과
- 1985.08.20 제3회 후기 학위수여식 (학사 37명)
- 1986.02.20 제4회 학위수여식 (학사 486명)
- 1986.03.01 대학 학과 신설(2개) - 물리학과, 전산통계학과
- 1986.08.20 제4회 후기 학위수여식 (학사 28명)
- 1987.02.20 제5회 학위수여식 (학사 543명)
- 1987.03.01 대학 학과 신설(1개) - 식품영양학과
- 1987.08.20 제5회 후기 학위수여식 (학사 21명)
- 1988.02.20 제6회 학위수여식 (학사 594명)
- 1988.03.01
  - 대학 학과 신설 (4개): 경제학과, 지질학과, 의류학과, 작물보호학과
  - 대학원 신설 (4개 학과): 석사과정 신설(4개) - 한문학과, 민속학과, 행정학과, 화학과
- 1988.07.22 제4대 학장 배원달 박사 취임
- 1988.08.20 제6회 후기 학위수여식 (학사 17명)
- 1989.02.23 제7회 학위수여식 (학사632명)
- 1989.03.01
  - 대학 학과 신설(1개) - 작물육종학과
  - 대학원 석사과정 신설(1개) - 영어영문학과
- 1989.08.18 제7회 후기 학위수여식 (학사 12명)
- 2025.03.01 국립경국대학교로 통합

## 개설 학과·전공

### 학부
국립경국대학교는 2025년 기준, 인문사회•IT대학, 생명과학•공과대학, 사범대학, 보건복지대학, 공공수요인재대학 등 5개 단과대학, 12개 학부, 15개 학과, 43개 전공을 운영하고 있다.

### 대학원
국립경국대학교의 대학원은 일반대학원과 전문대학원으로 한국문화산업전문대학원 1개원, 특수대학원으로 행정경영대학원과 교육대학원 등 총 4개원을 두고 석·박사 학위 과정을 운영하고 있다.

## 같이 보기
- 대한민국의 국립 대학 목록
- 대한민국의 대학 목록
- 대한민국의 교육